# Pandemia de COVID-19 en Massachusetts
El primer caso de la Pandemia de COVID-19 en Massachusetts, estado de los Estados Unidos, inició el 1 de febrero de 2020. Hasta el viernes 24 de septiembre de 2021 hay 749,440 casos confirmados, 5,273,666 vacunados y 18,541 fallecidos.

## Cronología

### Febrero
El primer caso de COVID-19 fue confirmado por los funcionarios de salud estatales el 1 de febrero. Massachusetts se convirtió en el quinto estado en los Estados Unidos en informar un caso de COVID-19. El individuo, un estudiante de Boston de la Universidad de Massachusetts, había regresado a la ciudad desde Wuhan, China. Al regresar a Boston, comenzó a experimentar síntomas y buscó atención médica.
175 ejecutivos de Biogen, una compañía de biotecnología con sede en Cambridge, celebraron una conferencia de liderazgo de dos días del 26 al 28 de febrero en el hotel Boston Marriott Long Wharf. El 29 de febrero, un ejecutivo de Biogen comenzó a desarrollar síntomas y buscó tratamiento en un hospital del área de Boston. Sospechando que COVID-19 era la causa de la enfermedad, el ejecutivo solicitó una prueba, pero el personal del hospital le dijo que no era necesario.

### Marzo
El 2 de marzo, se informó el segundo caso confirmado en Massachusetts. La paciente era una mujer de unos 20 años del condado de Norfolk. Ella había viajado recientemente a Italia con un grupo escolar de la Academia Saint Raphael en Pawtucket, Rhode Island. Ella fue la tercera persona del viaje en dar positivo, con dos personas de Rhode Island que habían ido en el viaje que también dieron positivo.
El 13 de marzo, el maratón de Boston fue pospuesto del 20 de abril al 14 de septiembre. Unas horas después, el gobernador Charlie Baker prohibió las reuniones de más de 250 personas. La medida estaba dirigida a grandes eventos y eximía a la mayoría de los lugares de trabajo, edificios de tránsito, lugares de votación, edificios gubernamentales y escuelas. El cardenal O'Malley, arzobispo católico de Boston, anunció que todas las misas diarias y dominicales y otros servicios religiosos serían suspendidos en la arquidiócesis de Boston hasta nuevo aviso. El alcalde de Boston, Marty Walsh, anunció que las Escuelas Públicas de Boston cerrarían a partir del 17 de marzo hasta el 27 de abril. Las autoridades Woburn anunció que un supuesto caso positivo en la ciudad había sido confirmado como negativo.
El 20 de marzo, Massachusetts experimentó su primera muerte debido a COVID-19. La fatalidad fue un hombre de 87 años del condado de Suffolk, que fue hospitalizado y tenía condiciones de salud preexistentes. Martha's Vineyard en el condado de Dukes tuvo su primer caso, un hombre de 50 años en Tisbury. Este fue el decimotercer de 14 condados en Massachusetts que reportó un caso de COVID-19. Las ciudades de Somerville y Cambridge cerraron negocios no esenciales.
El 23 de marzo, el gobernador Baker anunció un aviso de permanencia en el hogar desde el mediodía del 24 de marzo hasta el mediodía del 7 de abril. Se ordenó a las empresas no esenciales que cerraran los lugares de trabajo físicos, y los restaurantes y bares se limitaron a ofrecer comida para llevar y entregar. A las personas se les dijo que podían salir para obtener bienes y servicios esenciales, como comestibles y medicamentos, pero que debían seguir los protocolos de distanciamiento social.
El 25 de marzo, el Comisionado de Salud Pública emitió regulaciones de emergencia para supermercados y farmacias, exigiéndoles que designen una hora de compras diaria para las personas mayores y proporcionen marcadores de distancia de la línea de pago, lavado de manos y desinfectante para los empleados, desinfectando toallitas para que los clientes usen en carros La prohibición de las bolsas reutilizables se hizo obligatoria, anulando las prohibiciones locales de las bolsas de plástico de un solo uso y eliminando las tarifas por las bolsas provistas por la tienda. Se ordenó el cierre de las estaciones de autoservicio de alimentos y se requirió una desinfección regular.

### Abril

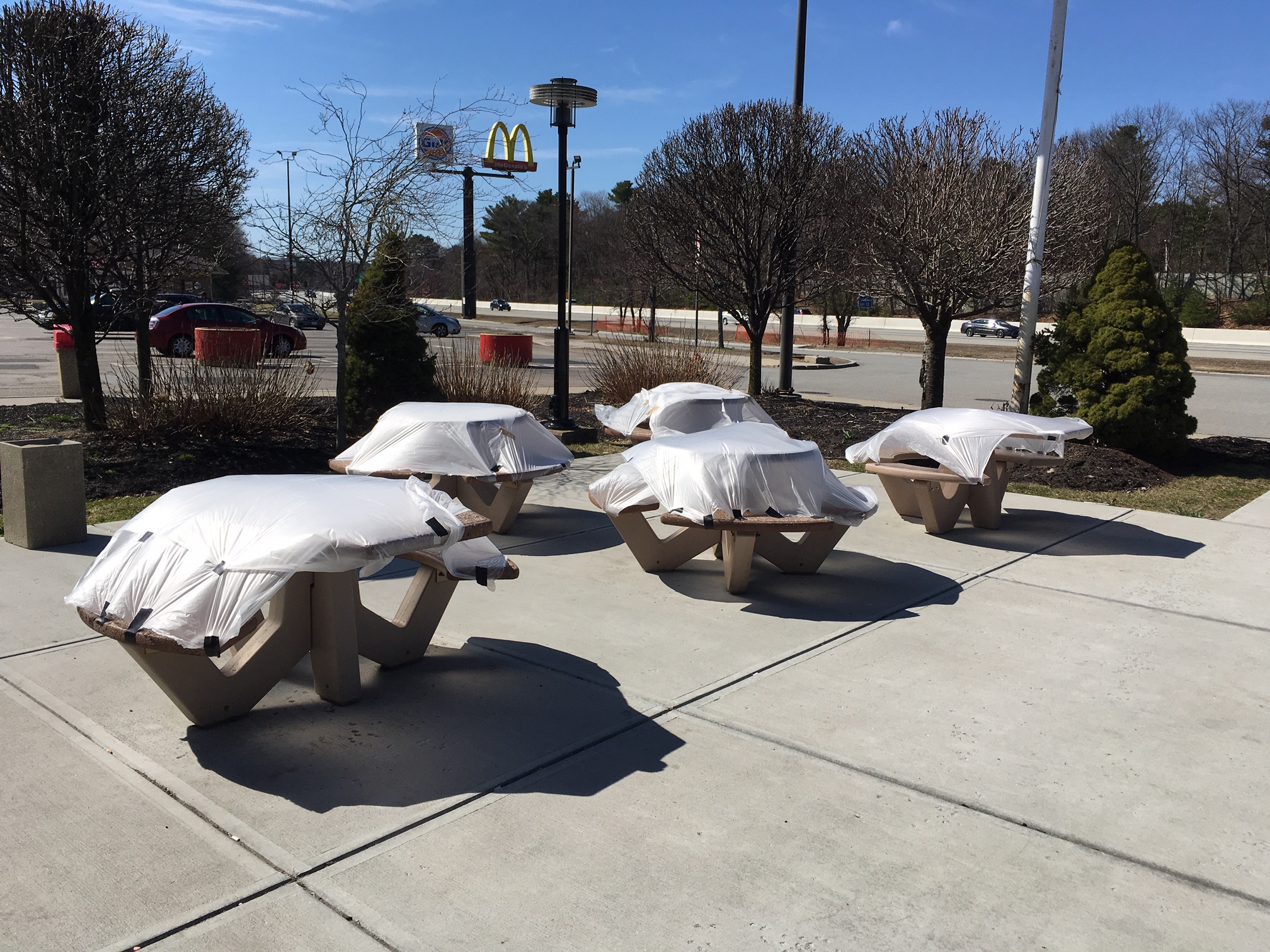
Un restaurante de paso McDonald's cerrado en la carretera Massachusetts Turnpike por la pandemia.

El 22 de abril, la excandidata presidencial demócrata 2020 y la senadora estadounidense Elizabeth Warren de Massachusetts anunció que su hermano mayor había muerto por COVID-19 en Oklahoma.
El 24 de abril, el gobernador Baker anunció que, si bien los casos y las pruebas de COVID-19 aumentaron en Massachusetts, las hospitalizaciones comenzaron a disminuir y alcanzaron el punto más bajo desde principios de abril. Massachusetts registró 4,946 casos nuevos en parte debido a un error de Quest Diagnostics en la falta de más de 10,000 resultados de prueba, tanto positivos como negativos, registrados en los datos del 24 de abril.
El 25 de abril, el gobernador Baker abordó el tema de cuándo terminarían las medidas de permanencia en el hogar y el cierre de negocios no esenciales. Cuando las restricciones se anunciaron originalmente a mediados de marzo, debían terminar al mediodía del 7 de abril; más tarde, su fecha de finalización prevista se extendió al 4 de mayo. Baker dijo que era poco probable que las restricciones se levantaran para entonces porque el aumento de los casos había llegado más tarde de lo esperado: el 4 de mayo presumió un aumento a principios de abril. Baker dijo que el proceso de reapertura comenzará cuando las hospitalizaciones comiencen a disminuir constantemente, y cuando haya "alguna evidencia de que realmente estamos sobre la joroba ... con respecto al aumento".
El 28 de abril, el gobernador Baker extendió el aviso de permanencia en el hogar en todo el estado por dos semanas, hasta el 18 de mayo. También dijo que una vez que expire el aviso, el proceso de reapertura comenzará en etapas, y no sucederá de una vez.
También el 28 de abril, se informó que en la Casa de los Soldados en Holyoke, al menos 68 veteranos, casi el 30 por ciento de los residentes de la casa, habían muerto de COVID-19 en lo que se cree que es el brote más mortal a largo plazo. centro de atención en los Estados Unidos durante la pandemia de COVID-19.

### Mayo

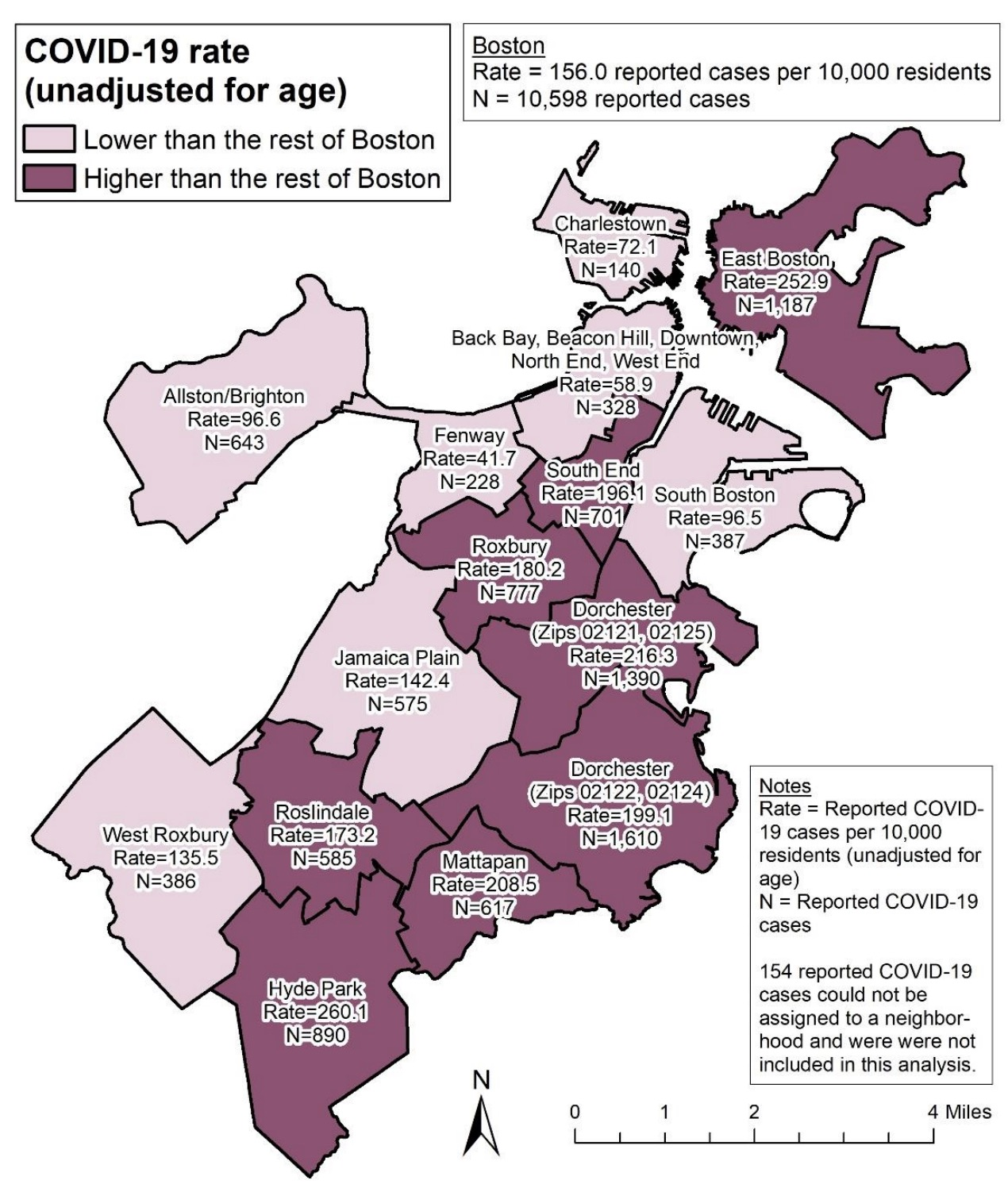
Barrios de Boston con presencia de la COVID-19 de menor a mayor.

El 1 de mayo, el gobernador Baker emitió una orden, vigente a partir del 6 de mayo, para exigir a las personas que se cubran el rostro en público cuando están en situaciones en las que no pueden mantenerse a seis pies de distancia de los demás.
El 4 de mayo, un grupo de varios cientos de manifestantes contra el bloqueo se reunieron frente a la Casa del Estado de Massachusetts para instar al gobernador Baker a levantar la asesoría de permanencia en el estado y reabrir negocios. Los organizadores habían planeado celebrar la protesta, llamada "Liberty Rally", si las empresas no se reabran antes del 1 de mayo. El evento fue promovido por el presentador conservador de radio Jeffrey Kuhner y Super Happy Fun America, el grupo responsable de organizar el controvertido  2019 Boston Straight Pride Parade.

### Junio
El 1 de junio, Massachusetts comenzó a informar casos probables y muertes debidas a COVID-19 en sus datos, cuando anteriormente solo habían estado informando casos confirmados y muertes. Este cambio sigue las pautas de los Centros para el Control y Prevención de Enfermedades de los Estados Unidos. El Departamento de Salud y Servicios Sociales dijo en un comunicado que se registran casos probables para personas "que tienen: 1) tuvieron una prueba de anticuerpos positiva y tuvieron síntomas de COVID-19 o probablemente estuvieron expuestos a un caso positivo o 2) no tuvieron un prueba de anticuerpos pero tenía síntomas COVID-19 y se sabía que estaban expuestos a un caso positivo". Las muertes probables se definen como muertes en las que COVID-19 figuraba en el certificado de defunción como la causa de la muerte, pero donde no se administró ninguna prueba.
El 3 de junio, Massachusetts comenzó a informar recuperaciones en su informe de datos semanal. Anteriormente, no habían estado informando el número de recuperaciones acumuladas en sus datos. Se considera que un paciente está recuperado si ha estado enfermo durante 21 días o han pasado 21 días desde que dieron positivo.

## Estadísticas

Desarrollo de la COVID-19 en Minesota, por el Departamento de Salud y Servicios Sociales de los Estados Unidos.